# 张鲁一
张鲁一（1980年6月7日—），中国男演员、導演。2014年因電視劇《紅色》走紅。

## 简介
毕业于中央戏剧学院99级导演系，2011年獲北京大学艺术硕士學位(MFA)。

## 作品

### 电影
- 2012年《愛 璀璨》(微電影) 饰 柴青
- 2013年《廚子戲子痞子》饰 白川
- 2014年《黃金時代》饰 茅盾
- 2014年《微愛之漸入佳境》饰 黃小瓜
- 2015年《老炮儿》饰 查酒驾交警(戲份在中國大陸上映版被刪)
- 2017年《嫌疑人X的献身》饰 石泓
- 2017年《妖貓傳》饰 唐玄宗
- 2022年《漫长的告白》饰  立冬
- 2024年《走走停停》饰 成峰

### 導演作品
- 2009年 話劇《與空姐同居的日子》

### 电视剧
| 首播年份 | 剧名                 | 角色          | 备注                         |
| -------- | -------------------- | ------------- | ---------------------------- |
| 2005年   | 《玉卿嫂》           | 柳其昌        |                              |
| 2012年   | 《娘要嫁人》         | 戴世亮        |                              |
| 2013年   | 《火线三兄弟》       | 高木寅次郎    |                              |
| 2013年   | 《女人帮》           | 叶平          |                              |
| 2014年   | 《一僕二主》         | 齐建军        |                              |
| 2014年   | 《紅色》             | 徐天          |                              |
| 2014年   | 《談判冤家》         | 李淼          |                              |
| 2014年   | 《絕地槍王》         | 前原佳彥      |                              |
| 2015年   | 《馬上天下》         | 陳秋石        |                              |
| 2015年   | 《他来了，请闭眼》   | 谢晗          |                              |
| 2015年   | 《老婆大人是80后》   | 俞志恒        |                              |
| 2015年   | 《乱世书香》         | 徐书成        |                              |
| 2016年   | 《我們最美好的十年》 | 張律師        |                              |
| 2016年   | 《黎明之戰》         | 岳小白        |                              |
| 2016年   | 《東方戰場》         | 溥儀          |                              |
| 2016年   | 《老九门》           | 吴老狗        |                              |
| 2016年   | 《九州·天空城》      | 机枢          |                              |
| 2016年   | 《麻雀》             | 毕忠良        |                              |
| 2018年   | 《爱国者》           | 宋烟桥        |                              |
| 2019年   | 《第二次也很美》     | 许朗          |                              |
| 2019年   | 《精英律师》         | 苑總          | 客串                         |
| 2020年   | 《新世界》           | 铁林          |                              |
| 2020年   | 《大秦赋》           | 嬴政          |                              |
| 2021年   | 《燃情大地》         | 马中秋        | 2016年拍摄，又名《戰火狼煙》 |
| 2021年   | 《这个世界不看脸》   | 连胜          | 2016年拍摄                   |
| 2021年   | 《前行者》           | 马天目        |                              |
| 2022年   | 《完美伴侣》         | 孙磊          |                              |
| 2023年   | 《三体》             | 汪淼          |                              |
| 2023年   | 《欢颜》             | 俞亦秀        | 网络剧                       |
| 2024年   | 《藏海花》           | 吴邪          | 网络剧                       |
| 2024年   | 《花开如梦》         | 邹杰          | 2015年拍摄                   |
| 2025年   | 《绝密较量》         | 杨光          |                              |
| 2025年   | 《正当防卫》         | 段鸿山        | 网络剧                       |
| 待播     | 《长河落日》         | 林森/武木一郎 | 2018年拍摄                   |
| 待播     | 《新海》             |               | 2016年拍摄                   |

### 綜藝節目
- 2018年 《声临其境》 第11期
- 2019年 《上新了·故宫2》

### 话剧
- 《野安琪儿》《思凡之后》
- 《安妮日记》于2003年10月在北京北兵马司剧场上演。
- 《一个无政府主义者的意外死亡》于2003年12月在西安五四剧场上演。
- 《樱桃园》于2004年9月在北京北兵马司剧场上演。
- 《门背后》于2004年11月在北京人艺实验剧场上演。
- 《琥珀》于2005年3月在香港首演。
- 《魔山》于2006年1月在北京首都体育馆上演。
- 《建筑大师》于2006年9月在北京人艺上演。
- 《和空姐同居的日子》于2006年12月在北京东方先锋剧场上演。
- 《艳遇》于2007年3月在北京保利剧场上演。
- 《琥珀》于2008年3月-2010年3月在北京保利剧场、国家大剧院上演。